# 面甸镇
面甸镇，是中华人民共和国云南省红河哈尼族彝族自治州建水县下辖的一个乡镇级行政单位。

## 行政区划
面甸镇下辖以下地区：
面甸村、梭罗村、大田山村、马料河村、庄户村、湾塘村、阎把寺村、红田村、过鲊村和安边哨村。